# Élisabeth-Charlotte d'Anhalt-Harzgerode
Élisabeth-Charlotte d'Anhalt-Harzgerode née le 11 février 1647 à Harzgerode et décédée le 20 janvier 1723 était une princesse de la famille d'Anhalt-Harzgerode, princesse d'Anhalt-Köthen puis duchesse de Schleswig-Holstein-Sonderbourg-Norbourg (en).

## Biographie
Fille de Frédéric d'Anhalt-Harzgerode et de sa première épouse Jeanne-Élisabeth de Nassau-Hadamar, elle épouse Guillaume-Louis d'Anhalt-Köthen et n'ont pas d'enfants. Après sa mort en 1665, elle se remarie avec Auguste de Schleswig-Holstein-Sonderbourg-Plön-Norbourg.
De ce second mariage, elle a cinq enfants :
- Joachim-Frédéric ;
- Élisabeth-Auguste (1669-1709), nonne à l'abbaye de Herford ;
- Sophie-Charlotte (1672-1720) ;
- Christian-Charles de Schleswig-Holstein-Sonderbourg-Plön-Norbourg († 1706), père du duc Frédéric-Charles de Schleswig-Holstein-Plön ;
- Jeanne-Dorothée (24 décembre 1676; † 29 novembre 1727), épouse le prince Guillaume II de Nassau-Dillenbourg.

Après la mort de son second mari, elle habite dans le château d'Østerholm dans l'île d'Als. Dans la querelle à propos du mariage morganatique de son fils Charles-Christian et de la capacité de ses fils à hériter de Schleswig-Holstein-Plön, elle soutient sa belle-fille, Dorothée-Christine.